# Vlajka Vojvodiny

Vojvodinská vlajka
Poměr stran: 1:2

Tradiční vojvodinská vlajka
Poměr stran: 2:3

Tradiční vojvodinská vlajka se znakem
Poměr stran: 2:3

Vlajka Vojvodiny, autonomní oblasti na severu Srbska, má dvě varianty:
- Vojvodinská vlajka
- Tradiční vojvodinská vlajka

Obě vlajky mají stejné postaveni.
Vojvodinská vlajka byla přijata 27. února 2004. Je tvořena listem o poměru stran 1:2 se třemi pruhy: červeným, modrým a bílým, o poměru šířek 1:8:1. V modrém pruhu jsou tři žluté pěticípé hvězdy, uspořádané do kruhu a orientované jedním cípem ven z kruhu.
Barvy pruhů vychází z podoby srbské vlajky, trikolóra odkazuje na Srbsko, rozšířený modrý pruh pak připomíná proevropskou orientaci a multietnickou kulturu. Hvězdy připomínají historické části Vojvodiny: Srem, Banát a Bačka.
Vlajka je vztyčována na vládních budovách spolu se srbskou vlajkou.

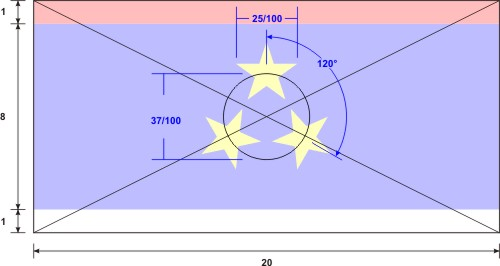
Rozměry vojvodinské vlajky
Srbská vlajka Poměr stran: 2:3

Tradiční vojvodinská vlajka byla přijata 15. září 2016. Tvořena je listem o poměru stran 2:3 se třemi vodorovnými pruhy: červeným, modrým a bílým. Varianta této vlajky má uprostřed umístěny tradiční znak (znaky jsou též dva).

## Historie
Koncem 17. století bylo území dnešní Vojvodiny osvobozeno od Turků a území kolonizovali Maďaři, Chorvati a Srbové. Někdy po roce 1848 byla zaznamenána modro-žluto-zelená vlajka v několika variantách. Šlo o vlajku Srbů a Chorvatů, kteří se podíleli na potlačení Maďarské revoluce za nezávislost. Srbové na území žup (Bačka, Baranje, Srem a Banát) vyhlásili vévodství (Vojvodinu).
Rakousko ke konci roku 1848 uznalo Vojvodinu svébytnou korunní zemí. Znakem se stal dvojhlavý habsburský orel s prsním štítkem tvořeným srbským znakem (na červeném poli stříbrný kříž svatého Sávy, v každém poli stříbrná ocílka). Barvami Vojvodiny se staly srbské národní barvy: červená, modrá a bílá. Historické trojbarevné prapory se znakem jsou uchovávány v městském muzeu v Somboru.
V roce 1860 byla Vojvodina začleněna pod uherskou správu, na konci I. světové války pod Království Srbů, Chorvatů a Slovinců, na konci II. světové války se stala autonomní provincií Srbské lidové republiky v rámci Jugoslávie. Vlastní vlajka zavedena nebyla, užívány byly vlajky jugoslávské a srbské. Národní menšiny užívaly své národní vlajky s přidanou jugoslávskou hvězdou.

Vlajka maďarské menšiny v Jugoslávii (Vojvodině) v období Jugoslávie Poměr stran: 1:2

V roce 1990 byla novou srbskou ústavou zrušena autonomie Vojvodiny a Srbsko přeměněno na unitární stát. Návrhy vlajek protimilešovičovských stran (např. Liga sociálních demokratů Vojvodiny, se prezentovala vlajkou z roku 1848 s třemi vertikálními pruhy: modrým, žlutým a zeleným) nebyly na přijaté vlajce použity.
27. února 2004 byla přijata vojvodinská vlajka (79 hlasy ze 120 členů parlamentu). Během března 2004 mělo být přijetí publikováno a po osmi dnech mělo nabýt právní moci. Vlajka však byla v Novém Sadu vztyčena již 29. února 2004.
15. září 2016 byla přijata tradiční vojvodinská vlajka, a to ve dvou variantách – se znakem a bez něj.